# L'Araignée malice
Pour les articles homonymes, voir L'Araignée malice (homonymie).
Ne doit pas être confondu avec Itsy Bitsy Spider (série télévisée) (en)
Pour plus de détails, voir Fiche technique et Distribution.
L'araignée malice (Itsy Bitsy Spider) est un court film d'animation, produit en 1992 aux États-Unis. Ce court-métrage est une version adaptée aux enfants de Terminator et RoboCop. Dans ce court-métrage, on découvre une jeune fille de la grande ville (Leslie) ayant une amie du nom d'Itsy, qui se trouve être une araignée.
Ce film a inspiré la série télévisée The Itsy Bitsy Spider (en), diffusée aux États-Unis entre 1994 et 1995.

## Synopsis
Leslie McGroarty suit des leçons de piano chez une professeure de musique très stricte (laquelle possède un chat, Langston), accompagnée de son amie-araignée, Itsy. Un jour, la professeure, effrayée par la petite araignée, appelle un exterminateur afin de la tuer. L'exterminateur utilise différents procédés extrêmes pour tenter de tuer Itsy, après que les méthodes les plus couramment utilisées ont été vaines. Cependant, toutes les tentatives de l'exterminateur échouent : il ne parvient pas à tuer l'araignée tandis que ses méthodes extrêmes lui provoquent des douleurs, endommage la maison de la femme et blesse le chat de cette dernière. Leslie finit par découvrir que l'exterminateur est un robot, et alors que ses méthodes continuent à devenir de plus en plus meurtrières, en utilisant aspirateurs et poisons jusqu'aux explosifs et armes à feu, il fait finalement exploser la maison de l'enseignante.
À la fin du film, Itsy est enfin réunie avec Leslie (qui est sortie de la maison de l'instructeur avant que l'exterminateur ne commence à utiliser les lance-flammes), elles rentrent à la maison à la grande ville.

## Fiche technique
Sauf indication contraire, les informations mentionnées dans cette section peuvent être confirmées par la base de données cinématographiques IMDb,  présente dans la section « Liens externes ».
- Titre original anglais : The Itsy Bitsy Spider
- Titre en français : L'araignée malice
- Réalisation : Matthew O'Callaghan
- Scénario : Matthew O'Callaghan, Michael O'Donoghue (en), Jerry Rapp
- Production : Willard Carroll, Debora Hayo, Thomas L. Wilhite
- Compagnies de production : Hyperion Pictures et Paramount Pictures
- Montage : Susan L. Vovsi
- Musique : David Newman
- Direction artistique : Fred Cline et Wendell Luebbe
- Ingénierie son : Mark L. Mangino (montage effets sonores)
- Genre : Animation, Comédie de science-fiction
- Format : court métrage d'animation, 35 mm, couleur, son Dolby Stereo, rapport de forme : 1.85 : 1, procédé cinématographique : Spherical
- Durée : 7 minutes
- Date de sortie : États-Unis : 31 juillet 1992

## Doublage
Sauf indication contraire, les informations mentionnées dans cette section peuvent être confirmées par la base de données cinématographiques IMDb,  présente dans la section « Liens externes ».
- Frank Welker : l'araignée Itsy Bitsy
- Thora Birch : la petite fille (Leslie McGroarty)
- Jim Carrey (crédité : James Carrey) : voix de l'Exterminateur
- Andrea Martin : la professeure de piano
- Claudia Christian